# Будьково (Орехово-Зуевский район)
Будьково — деревня в Орехово-Зуевском муниципальном районе Московской области. Входит в состав сельского поселения Верейское. Население — 182 чел. (2010).

## География
Деревня Будьково расположена в северной части Орехово-Зуевского района, примерно в 0,5 км к югу от города Орехово-Зуево. Высота над уровнем моря 120 м. В деревне 3 улицы — Володарского, Калинина и Хуторская. Ближайший населённый пункт — деревня Дровосеки.

## История
В 1905 году входила в состав Кудыкинской волости Покровского уезда Владимирской губернии.
В 1926 году деревня являлась центром Будьковского сельсовета Кудыкинской волости Орехово-Зуевского уезда Московской губернии.
С 1929 года — населённый пункт в составе Орехово-Зуевского района Орехово-Зуевского округа Московской области, с 1930-го, в связи с упразднением округа, — в составе Орехово-Зуевского района Московской области.
До муниципальной реформы 2006 года Будьково входило в состав Верейского сельского округа Орехово-Зуевского района.

## Население
В 1905 году в деревне проживало 357 человек (65 дворов), в 1926 году — 473 человека (215 мужчин, 258 женщин), насчитывалось 160 хозяйств, из которых 72 было крестьянских. По переписи 2002 года — 159 человек (69 мужчин, 90 женщин).
| 1926 | 2002 | 2006 | 2010 |
| ---- | ---- | ---- | ---- |
| 473  | ↘159 | ↘150 | ↗182 |

## Известные уроженцы
В 1837 году в крестьянской семье Костиных, проживавшей в деревне Будьково Владимирской губернии, родился Иван Иванович Зыков, деятель поморского старообрядческого согласия.